# 千葉医科大学 (旧制)
| 千葉医科大学 （千葉医大） | 千葉医科大学 （千葉医大）     |
| ------------------------- | ----------------------------- |
| 創立                      | 1923年                        |
| 所在地                    | 千葉市                        |
| 初代学長                  | 三輪徳寛                      |
| 廃止                      | 1960年                        |
| 後身校                    | 千葉大学                      |
| 同窓会                    | ゐのはな同窓会 千葉大学薬友会 |

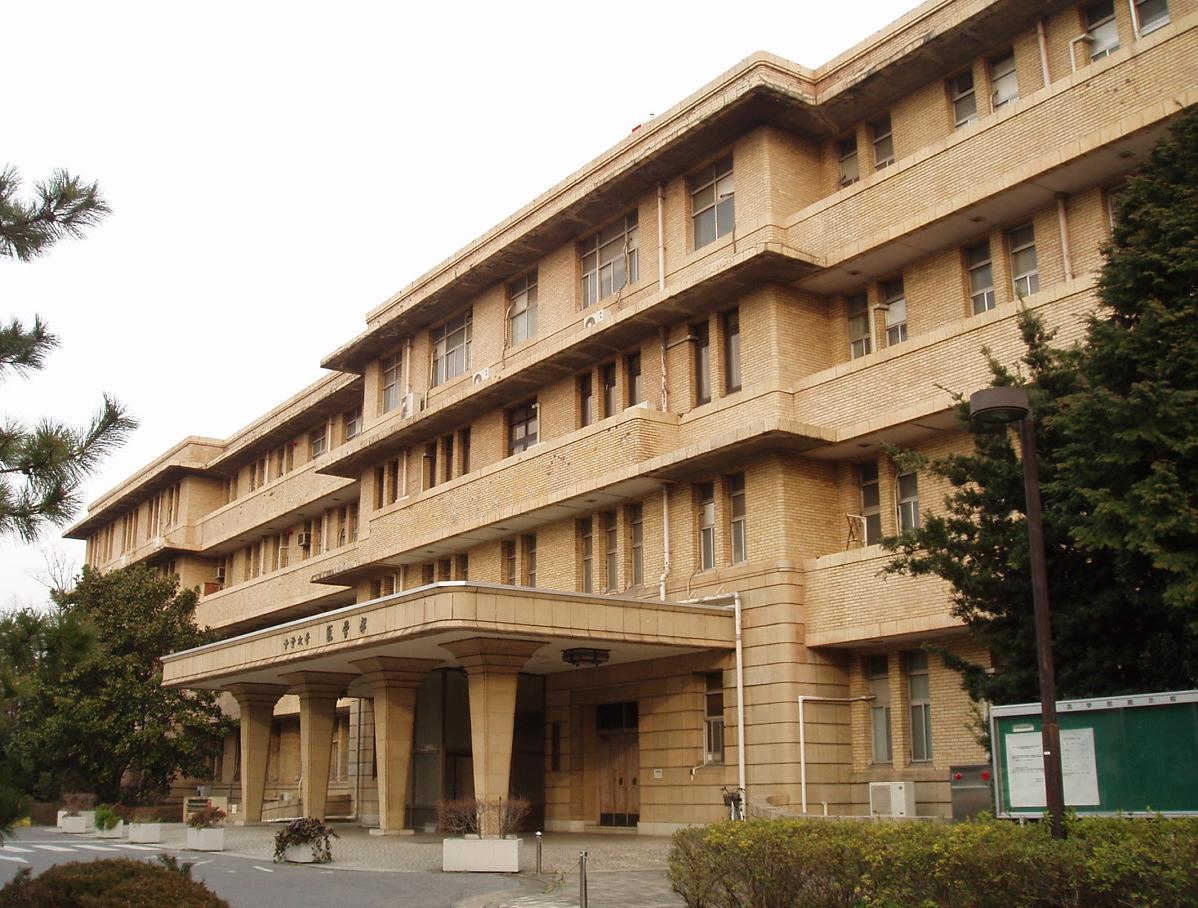
千葉大学医学部本館（旧制千葉医科大学附属医院本館）

千葉医科大学 （ちばいかだいがく） は、1923年 （大正12年） 4月に設立された旧制官立大学。略称は千葉医大。
本項は、旧制第一高等学校医学部・旧制千葉医学専門学校 （千葉医専） などの前身諸校を含めて記述する。

## 概要
- 1874年 （明治7年） に設立された共立病院を源流とする。
- 1882年、公立千葉病院医学教場が県立千葉医学校となり、1887年、官立第一高等中学校医学部となった。
- 1901年、第一高等学校から千葉医学専門学校として独立した。
- 大正期の高等教育機関拡充政策により、20世紀初頭に設立された他の官立医学専門学校4校と同時期に医科大学に昇格し、千葉医科大学となった （他の4校は、新潟・岡山・金沢・長崎）。この経緯から、後身校 千葉大学医学部は旧六医科大学の一つに数えられている。
- 医学部のほか、附属薬学専門部・臨時附属医学専門部を設置した。
- 第二次世界大戦後の学制改革で、千葉大学医学部・同附属病院・薬学部の母体となった。
- 同窓会は 「千葉大学医学部ゐのはな同窓会」 と称し、旧制・新制合同の会である。附属薬学専門部・新制千葉大学薬学部の同窓会は 「千葉大学薬友会」 である。

## 沿革

### 県立時代
- 1874年7月： 千葉町・寒川村・登戸村 （現・千葉市） ほかの有志および三井組の拠金により共立病院設立。
  - 千葉町本町1丁目 （現・千葉市中央区、千葉神社付近）。院長： 二階堂謙。
- 1876年10月： 県立となり、公立千葉病院と改称。医学教場を附設 （3年制）。
  - 千葉町吾妻町3丁目に移転 （現・千葉市中央区中央4丁目、千葉地裁付近）。
- 1880年12月： 医学教場、4年制に延長。
- 1882年7月： 県立千葉医学校・附属病院に改組。
  - 千葉医学校は甲種医学校として1882年10月開校。
- 1883年5月： 開校式を挙行。

### 第一高等中学校医学部時代
官立第一高等中学校への医学部設置にあたっては、東日本各地で誘致運動が繰り広げられた。中でも有力視されていたのは名古屋であったが、千葉医学校 長尾精一校長・千葉県 船越衛知事の熱心な誘致活動により、第一高等中学校医学部の千葉への設置が決定した。
- 1887年9月： 官立移管され第一高等中学校医学部となる （4年制）。
  - 前身の県立千葉医学校は1888年3月廃止され、附属病院は県立千葉病院と改称した。
- 1888年4月： 医学部、授業開始。
- 1890年7月： 薬学科を設置 （3年制）。
- 1890年9月： 千葉町猪鼻台 （現・千葉市亥鼻、千葉大学亥鼻キャンパス） の新校舎に移転。
  - 県立千葉病院も新病院に移転。

### 第一高等学校医学部時代
- 1894年9月： 第一高等学校医学部となる （文部省令第15号）。
  - 医学科 （4年制）・薬学科 （3年制） を設置。
- 1895年6月： 医学部卒業生に 「医学得業生」・「薬学得業生」 との称号が許可される。
  - 1896年第1回卒業生から適用。

### 千葉医学専門学校時代

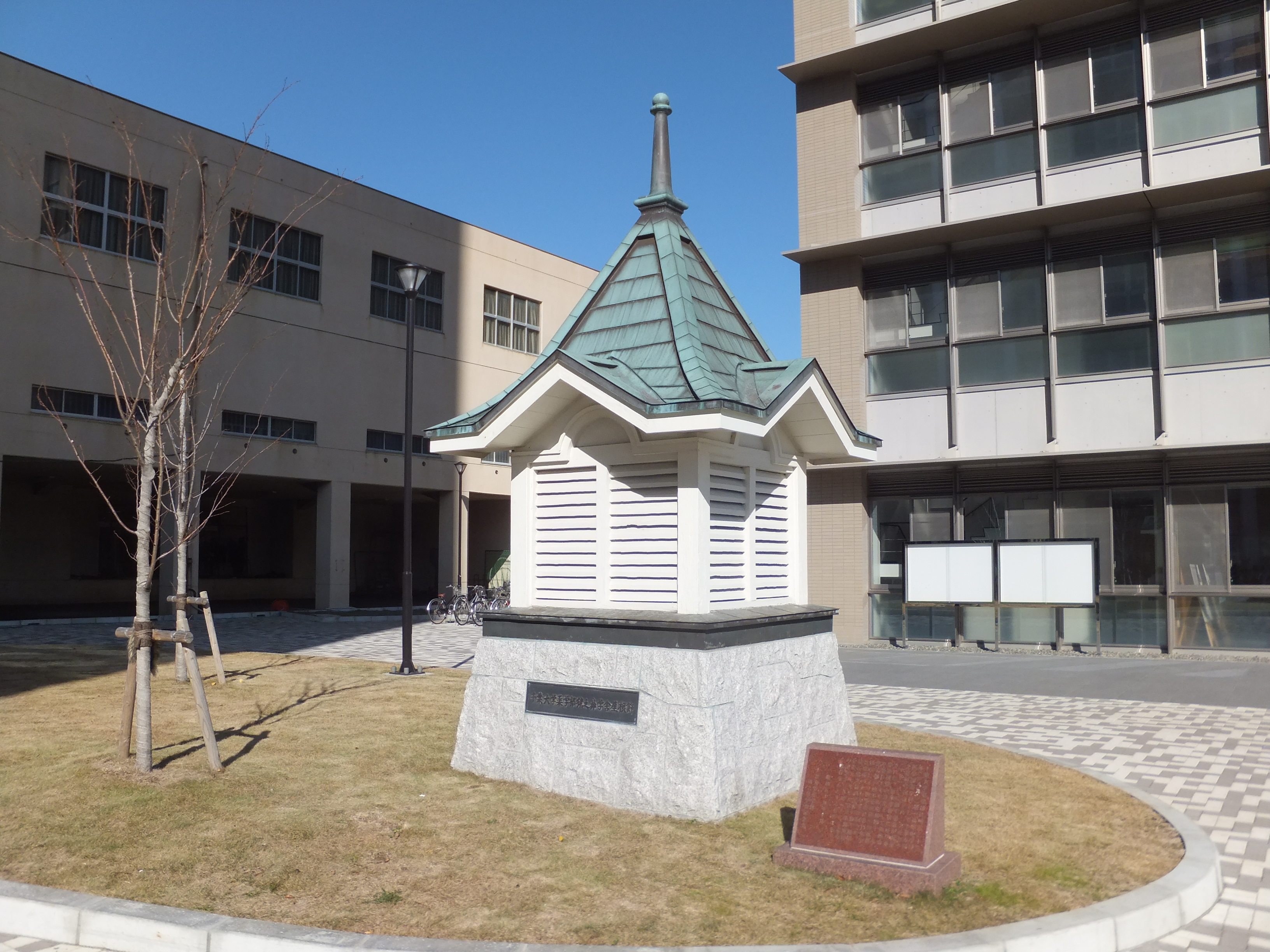
旧薬学科校舎の屋根飾り

- 1901年4月1日： 文部省直轄諸学校官制改正により千葉医学専門学校として独立 （勅令第24号）。
  - 医学科 （4年制）・薬学科 （3年制） を設置。入学資格： 中学校卒業程度。
- 1915年6月： 学年始期を 9月から 4月に変更。
- 1918年3月： 薬学科新校舎落成。
  - 2012年現在、屋根飾りのみが千葉大学亥鼻キャンパス医薬総合研究棟II前に保存されている[1]。
- 1922年3月： 附属医院を設置 （勅令第142号）。
  - 4月、県立千葉病院は千葉医学専門学校附属医院と改称。
- 1923年3月30日： 文部省直轄諸学校官制改正により千葉医学専門学校廃止 （勅令第94号）。
  - 医科大学に昇格のため。

### 千葉医科大学時代

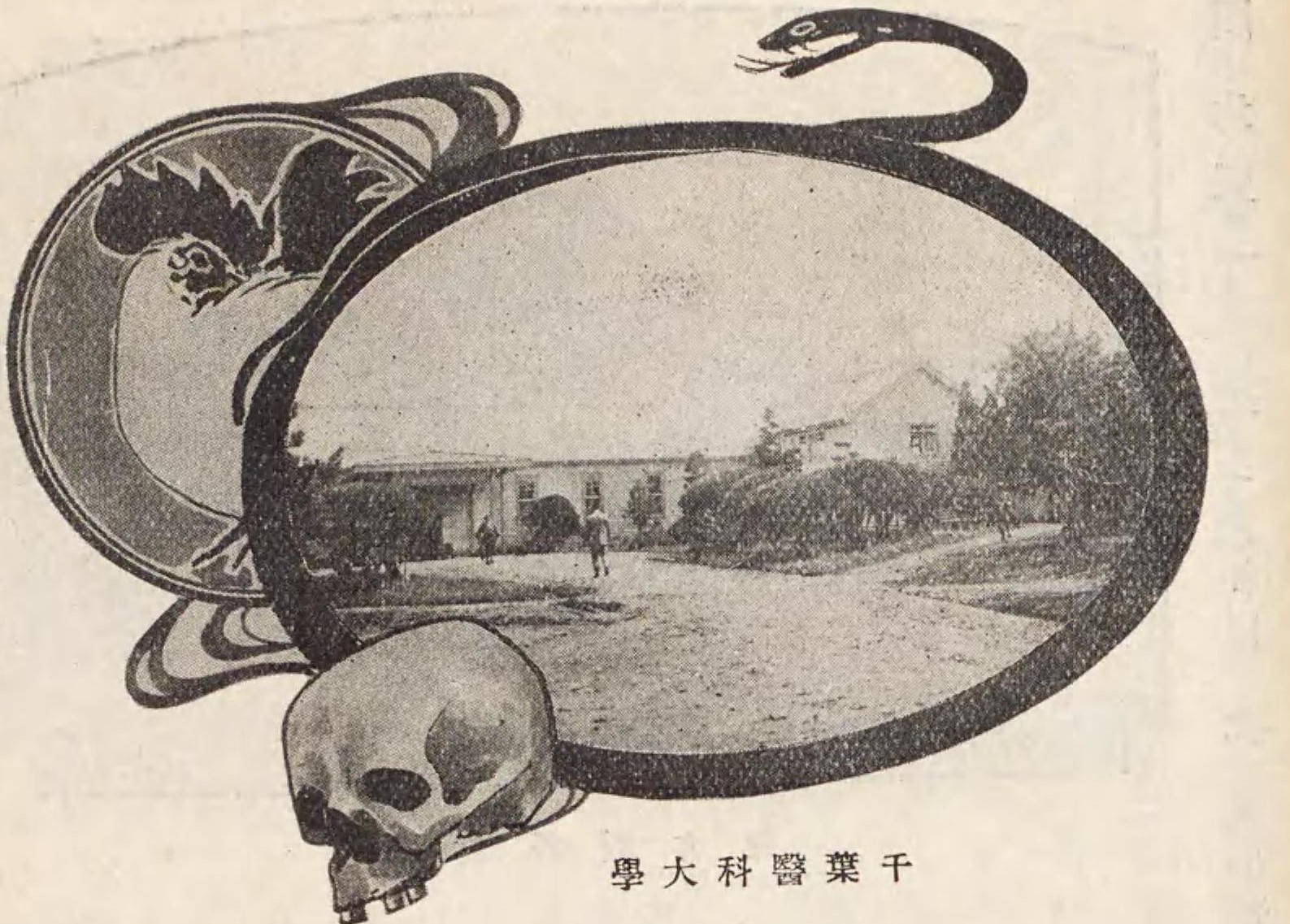
千葉医科大学（1925年（大正14年）頃）

- 1923年4月1日： 官立医科大学官制改正により千葉医科大学設置 （勅令第93号）。
  - 学部 （4年制、高等学校卒対象）・附属医学専門部 （医専在校生を収容）・附属薬学専門部 （3年制、中学卒対象） を設置。
- 1925年3月： 附属医学専門部、廃止[2]。
- 1926年3月： 薬学専門部規程制定。
- 1929年10月： 千葉医科大学同窓会発足。
- 1936年3月： 新附属医院竣工 （現・千葉大学医学部本館）。
  - 1937年8月、移転完了。以後、1978年まで病院として使用[3]。
- 1939年5月： 臨時附属医学専門部 （4年制、中学卒対象） を設置。
  - 主事 （1944年から部長） は学長が兼任。
- 1940年7月： 医大同窓会と医専同窓会 （全国ゐのはな会） が合同。
  - 「千葉医科大学ゐのはな同窓会」 と改称 （現・千葉大学医学部ゐのはな同窓会）。
- 1941年12月： 戦時措置による第1回繰上卒業。
- 1944年2月： 学部、3年制に短縮。
- 1944年4月： 臨時附属医学専門部を附属医学専門部と改称。
- 1945年4月： 附属医院に厚生女学部を設置。
  - 初代主事： 岩津俊衛。
- 1945年6月： 医学専門部第1・2学年を長野県下伊那郡大下条村（現・阿南町）・下條村に疎開。

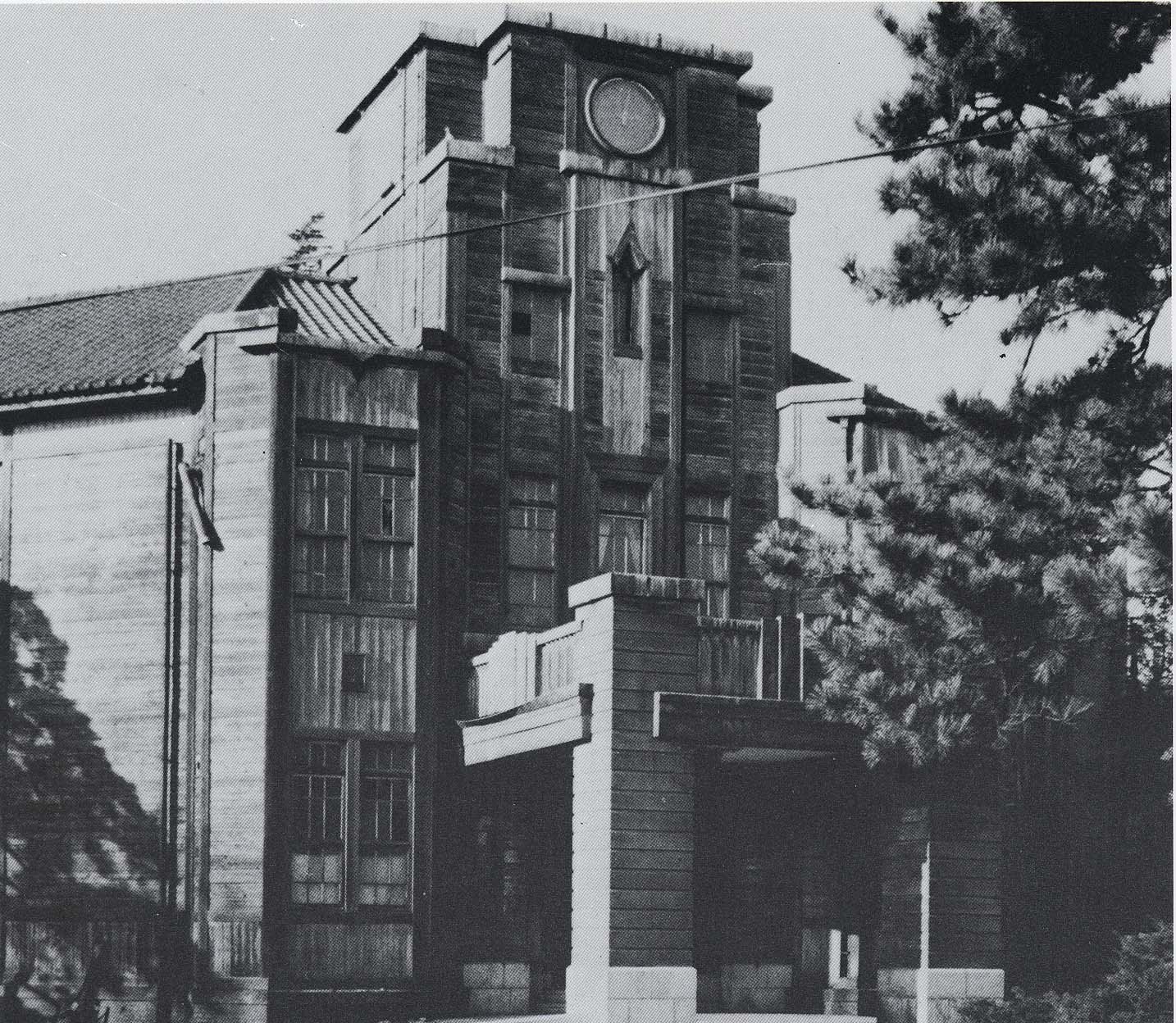
千葉医科大学本館（1945年）

- 1945年7月7日： 千葉空襲で教室2616坪、附属医院旧棟を焼失。
  - 医大本館・新附属医院・附属薬学専門部は焼失を免れた。
- 1946年6月： 沼津市立病院の運営を受託。
- 1946年9月： 津田沼町大久保 （現・習志野市泉町） の陸軍習志野学校跡に腐敗研究所を設置。
  - 1973年9月、生物活性研究所に改組。1977年10月、亥鼻に移転。現・真菌医学研究センター[4]。
- 1947年7月： 腐敗研究所に附属医院習志野分院を開設。寄宿舎 （希望寮・研水寮） を隣地に設置。
- 1949年5月31日： 新制千葉大学発足。
  - 旧制千葉医科大学・附属医学専門部は、医学部の母体として包括された。
  - 附属医院は千葉大学医学部附属病院となった。
  - 附属薬学専門部は薬学部の母体となった （初代学部長： 宮木高明）。
- 1951年3月： 附属薬学専門部、廃止。
- 1951年4月： 新制医学部 医学専門課程 （4年制） を設置。
  - 同月、厚生女学部が医学部附属看護学校となる。
- 1952年3月： 附属医学専門部、廃止。
- 1955年4月： 新制医学進学課程・大学院医学研究科を設置。
- 1960年3月31日： 千葉大学千葉医科大学 （旧制）、廃止。

## 歴代校長・学長
- 公立千葉病院医学教場
  - 教頭： 浅川岩瀬 （1876年10月 - 1880年6月）
  - 教頭： 長尾精一 （1880年6月 - 1882年7月）
- 県立千葉医学校
  - 校長： 長尾精一 （1882年7月 - 1888年3月）
- 第一高等中学校医学部
  - 医学部長： 長尾精一 （1887年12月 - 1890年10月）
  - 医学部主事： 長尾精一 （1890年10月 - 1894年6月）
- 第一高等学校医学部
  - 医学部主事： 長尾精一 （1894年7月 - 1901年3月）
- 千葉医学専門学校
  - 校長心得： 長尾精一 （1901年4月 - 1901年6月5日）
  - 校長： 長尾精一 （1901年6月5日 - 1902年7月15日死去）
  - 校長心得： 荻生録造 （1902年7月18日 - 1902年11月）
  - 校長： 荻生録造 （1902年11月 - 1903年11月10日）
  - （兼）校長： 荻生録造 （1903年11月10日 - 1905年1月10日）
  - 校長： 荻生録造 （1905年1月10日 - 1914年12月11日死去）
  - 校長： 三輪徳寛 （1914年12月18日 - 1923年3月）
- 千葉医科大学
  - 学長： 三輪徳寛 （1923年4月1日[5] - 1924年2月）
  - 学長： 松本高三郎 （1924年2月 - 1929年8月）
  - 学長： 高橋信美 （1929年8月 - 1940年11月）
  - 学長： 小池敬事 （1940年11月 - 1955年10月）
    - 新制千葉大学学長 （1949年5月 - 1957年5月）兼医学部長 （ - 1955年10月）

  - 学長： 荒木直躬 （1955年10月 - 1958年10月）
    - 新制千葉大学医学部長

  - 学長： 谷川久治 （1958年10月 - 1960年3月）
    - 新制千葉大学医学部長
- 千葉医科大学附属薬学専門部
  - 主事： 平野一貫
  - 主事： 間庭秀夫
  - 主事： 関根重治 （1940年4月 - ?）

## 校地の変遷と継承
1890年、第一高等中学校医学部時代に現在の亥鼻地区に移転して以来、同地を使用し続け、後身の新制千葉大学医学部に引き継がれている。附属薬学専門部の後身、新制千葉大学薬学部は1966年に現在の西千葉キャンパスに移転した（その後2011年に薬学部は亥鼻キャンパスに再移転している）。薬学部跡地には1978年に新附属病院が竣工し、旧附属病院本館 （1936年竣工） は1980年から医学部本館となって現在に至っている。

## 著名な出身者
- 赤堀四郎（大阪大学総長）
- 市川平三郎（国立がんセンター名誉院長）
- 加納六郎（東京医科歯科大学学長、元日本衛生動物学会会長）
- 川崎富作
- 小倉保己
- 中山恒明

## 教員
- 荻生録造
- 長尾精一
- 三輪徳寛

## 関連書籍
- 千葉大学医学部百周年記念誌編集委員会編 『千葉大学医学部百周年記念誌』 千葉大学医学部百周年記念会、1978年1月。
- 千葉大学薬学部百年史企画編集委員会編 『千葉大学薬学部百年史』 千葉大学薬学部、1989年7月。ら